# Širat ha-Jam
Širat ha-Jam (hebrejsky: שירת הים, doslova "Píseň moře", anglicky: Shirat HaYam) byla malá izraelská osada v Pásmu Gazy, v bloku izraelských osad Guš Katif a v Oblastní radě Chof Aza, která byla v roce 2005 vyklizena v rámci Izraelského plánu jednostranného stažení.
Nacházela se v nadmořské výšce cca 2 metry v jižní části Pásma Gazy na písečné pláži u Středozemního moře. Širat ha-Jam ležela západně od Neve Dekalim, cca 25 kilometrů jihozápadně od centra města Gaza, cca 90 kilometrů jihozápadně od centra Tel Avivu a cca 102 kilometrů jihozápadně od historického jádra Jeruzalému. Osada Širat ha-Jam byla na dopravní síť napojena pomocí hlavní komunikace v bloku Guš Katif, která pak umožňovala výjezd z Pásma Gazy, a to buď přes hraniční přechod Sufa na jihu nebo hraniční přechod Kisufim na severu. Vesnice byla součástí územně souvislého pásu izraelských zemědělských osad Guš Katif, které se táhly podél pobřeží v jižní části Pásma Gazy. Byla od něj ale oddělena pásem řídkého palestinského osídlení přímo na pobřeží Středozemního moře.

## Dějiny
Širat ha-Jam ležela v Pásmu Gazy, jehož osidlování bylo zahájeno Izraelem až po jeho dobytí izraelskou armádou, tedy po roce 1967. Jižní část Pásma Gazy poblíž hranic s Egyptem patřila mezi oblasti, kde mělo podle takzvaného Alonova plánu dojít k zakládání izraelských osad s cílem budoucí anexe tohoto území. Vesnice Širat ha-Jam ale byla založena až velmi pozdě, jako jedna z posledních izraelských osad v této oblasti, a to v roce 2000. Její vznik byl reakcí na teroristický útok v nedalekém Kfar Darom, při kterém palestinští ozbrojenci 20. listopadu 2000 napadli školní autobus. Už na pohřbu obětí tohoto útoku se utvořila skupina 14 aktivistů, kteří se rozhodli odpovědět na teroristické útoky protiakcí - založením nové osady. Širat ha-Jam byla malá vesnice rozložená přímo v písečném pruhu u pláže Středozemního moře. Její obyvatelé se částečně zabývali zemědělstvím. Zdejší zástavba nikdy nepřekonala provizorní fázi. Během Druhé intifády se bezpečnostní situace v celé oblasti Guš Katif výrazně zhoršila.
Během vlády Ariela Šarona byl zformulován plán jednostranného stažení, podle kterého měl Izrael vyklidit všechny osady v Pásmu Gazy. Plán byl i přes protesty obyvatel Guš Katif v létě roku 2005 proveden. Zdejší osady včetně Širat ha-Jam byly vystěhovány a jejich zástavba zbořena. Skupina zdejších obyvatel se pak hromadně přesunula do Jordánského údolí, kde nově osídlili lokalitu Maskijot, v které zřídili religiozní a ekologickou komunitu.

## Demografie
Obyvatelstvo obce Širat ha-Jam bylo v databázi rady Ješa popisováno jako nábožensky založené. Přesné údaje o počtu demografickém vývoji nejsou k dispozici, protože nešlo o oficiálně uznanou samostatnou obec. Databáze Yesha zde patrně k roku 2004 uvádí 40 obyvatel.